# 松風 (2代神風型駆逐艦)
|          |                                                                             |
| 艦歴     |                                                                             |
| 発注:    | 1920年度計画（八八艦隊案）                                                  |
| 起工     | 1922年12月2日                                                               |
| 進水     | 1923年10月30日                                                              |
| 就役     | 1924年4月5日                                                                |
| その後   | 1944年6月9日戦没                                                            |
| 除籍     | 1944年8月10日                                                               |
| 性能諸元 |                                                                             |
| 排水量   | 基準：1,270t 公試：1,400t                                                   |
| 全長     | 102.57メートル                                                              |
| 全幅     | 9.16メートル                                                                |
| 吃水     | 2.92メートル                                                                |
| 機関     | ロ号艦本式缶4基 パーソンズ式タービン2基2軸 38,500 SHP                       |
| 速力     | 37.25ノット                                                                 |
| 航続距離 | 14ノット/3,600カイリ                                                        |
| 燃料     | 重油：420トン                                                               |
| 乗員     | 154名                                                                       |
| 兵装     | 45口径12cm単装砲4門 一〇年式53cm連装魚雷発射管3基 （魚雷8本） 三年式機砲2挺 |

松風（まつかぜ）は、大日本帝国海軍の駆逐艦。

## 概要
一等駆逐艦「松風」はは神風型（2代目）の4番艦である。当初の艦名は第七駆逐艦。続いて第七号駆逐艦。
この名を持つ日本海軍の艦船としては神風型駆逐艦 (初代)「松風」に続いて2隻目。
太平洋戦争開戦時、旧式化していた神風型4隻（松風、春風、朝風、旗風）は第五水雷戦隊所属の第5駆逐隊を編制しており、フィリピン攻略戦や蘭印作戦に従事。1942年（昭和17年）3月に第五水雷戦隊が解隊されると、第5駆逐隊は南西方面で船団護衛任務に従事した。1943年（昭和18年）2月25日、第5駆逐隊は解隊。横須賀での修理を終えた本艦はソロモン諸島に進出すると、外南洋部隊増援部隊の僚艦（浜風、磯風、時雨、夕凪）等と共に、ニュージョージア島の戦いやブーゲンビル島の戦いに伴う強行輸送作戦に従事した。
1944年（昭和19年）2月17日、本艦はトラック島空襲に遭遇して損傷。修理後、5月1日附で第30駆逐隊に編入。再び船団護衛任務に従事するが、第3606船団船団護衛中の6月9日、小笠原諸島近海で米潜水艦ソードフィッシュの魚雷攻撃により沈没した。

## 艦歴

### 太平洋戦争以前
本艦は舞鶴工作部で建造。
舞鶴工作部で建造された神風型は3隻（春風、松風、旗風）である。同工作部は、続いて神風型発展型の睦月型駆逐艦2隻（如月、菊月）建造を担当した。
1921年（大正10年）10月12日、神風型駆逐艦7隻（第一駆逐艦《神風》、第三駆逐艦《朝風》、第五駆逐艦《春風》、第七駆逐艦《松風》、第九駆逐艦《旗風》、第十一駆逐艦《追風》、第十三駆逐艦《疾風》）、若竹型駆逐艦10隻（第二駆逐艦《若竹》、第四駆逐艦《呉竹》、第六駆逐艦《早苗》、第八駆逐艦《早蕨》、第十駆逐艦《朝顔》、第十二駆逐艦《夕顔》、第十四駆逐艦《建造中止》、第十六駆逐艦《芙蓉》、第十八駆逐艦《刈萱》、第二十駆逐艦《建造中止》）および掃海艇4隻に、それぞれ艦名が与えられる。
第七駆逐艦（松風）は1922年（大正11年）12月2日に起工。
1923年（大正12年）10月30日、進水（三菱長崎造船所の軽巡川内と同日）。
1924年（大正13年）4月1日、初代「松風」は除籍。数日後の4月5日、第七駆逐艦（松風）は竣工。竣工直後の4月24日に、第七駆逐艦は第七号駆逐艦に改名。さらに1928年（昭和3年）8月1日附で第七号駆逐艦は「松風」と改名された。
ちなみに新造時の全力公試では速力39.2ノットを記録した。
竣工後から約5ヵ月後の同年9月2日、ワシントン海軍軍縮条約により薩摩型戦艦1番艦「薩摩」は標的艦として、東京湾外で撃沈処分される。日向・金剛・由良・名取が「薩摩」（標的艦）に対して実弾射撃を行うが沈没せず、第5駆逐隊（第三号《朝風》、第五号《春風》、第七号《松風》）は「薩摩」を雷撃で処分した。
1926年（大正15年）10月16日午前0時、佐世保から大阪経由で横須賀にむけ移動中だった第二水雷戦隊（司令官坂本貞二少将）のうち、本艦以下3隻（五十鈴、第7号駆逐艦《松風》、第9号駆逐艦《旗風》）は山口県豊浦郡安岡町沖合で座礁。
第7号駆逐艦はスクリューが破損する等の軽微な損傷を蒙る。
第7号駆逐艦（駆逐艦長吉田庸光中佐、航海長藤牧美徳大尉）以下関係者は処分を受けた。
1936年（昭和11年）5月上旬、「松風」は空母「鳳翔」と共に行動し、廃艦7号（海防艦見島《元ロシア海軍海防戦艦アドミラル・セニャーヴィン》）に対する演習観測を実施。5月5日、爆撃による浸水と老朽化により、敷設艦「常磐」に曳航されていた廃艦7号は沈没した。
9月6日、「松風」機関部で小火災が発生。1名が死亡、3名が負傷した。
1938年（昭和13年）11月15日、第5駆逐隊（朝風、春風、松風、旗風）から神風型2隻（朝風、松風）が除籍され、同2隻（朝風、松風）で第45駆逐隊を新編し、江戸兵太郎大佐（第5駆逐隊司令兼第6駆逐隊司令）は第45駆逐隊司令も兼務することになった。
日本海軍は1940年（昭和15年）11月15日附で第45駆逐隊（朝風、松風）を解隊（駆逐隊司令金桝義夫大佐は軽巡大井艦長補職）。2隻（朝風、松風）は元の第5駆逐隊に編入され、定数4隻（朝風、春風、旗風、松風）を揃えた。同日附で第五水雷戦隊も編制（五水戦司令官原顕三郎少将）。長良型軽巡洋艦3番艦「名取」、第5駆逐隊、第22駆逐隊（皐月、水無月、文月、長月）は第五水雷戦隊に配属され、訓練に勤しんだ。

### 太平洋戦争緒戦
太平洋戦争緒戦における第5駆逐隊（朝風、春風、松風、旗風）は、第五水雷戦隊（司令官原顕三郎少将）に所属してフィリピン攻略戦に参加。
第5駆逐隊僚艦（朝風、春風、旗風）が活躍した1942年（昭和17年）3月1日のバタビア沖海戦における本艦は、第四航空戦隊（司令官角田覚治少将。空母龍驤）護衛のため不参加だった。
1942年（昭和17年）3月10日、第五水雷戦隊は解隊。これに伴い第5駆逐隊は第一南遣艦隊に転属。
3月下旬、第5駆逐隊はビルマ攻略作戦に従事。東南アジア方面での輸送任務や船団護衛任務に従事した。
9月13日から、陸軍部隊を乗せてバタビヤからラバウルへ向かった軽巡洋艦「鬼怒」と「五十鈴」を途中まで護衛した。9月23日には駆逐艦「朝風」とともに、第二師団歩兵第十六連隊の大部を乗せた輸送船7隻を護衛してバタビヤより出航。船団はラバウルへ向かい、「松風」と「朝風」は9月29日まで護衛した。

### 昭和18年の行動
1943年（昭和18年）2月25日、第5駆逐隊は解隊。「朝風」は第一海上護衛隊に編入。前年11月16日に触雷して大破していた「春風」も4月15日附で第四予備艦となった。
3月31日、本艦は横須賀に帰投。修理後、6月23日に横須賀を出撃。ラバウル方面に進出する。7月9日、外南洋部隊指揮官（第八艦隊司令長官鮫島具重中将）直率のコロンバンガラ島敵艦艇撃滅および輸送作戦に参加する。主隊（鳥海、川内）、警戒隊（雪風、夕暮、谷風、浜風）、輸送隊（皐月、三日月、松風、夕凪）としてコロンバンガラ島に進出するが米艦隊は出現せず、輸送作戦のみを実施して7月10日朝にブイン（ブーゲンビル島）へ戻った。
7月12日、本艦はコロンバガラ島沖海戦に参加する。ラバウル出撃の警戒隊（指揮官伊崎俊二第二水雷戦隊司令官：神通、清波、雪風、浜風、夕暮、三日月）とブイン出撃の輸送隊（皐月、水無月、夕凪、松風）合流後の同日夜、クラ湾で米軍巡洋艦部隊との間で夜間水上戦闘が勃発。輸送には成功したが、同海戦における神通沈没時に第二水雷戦隊司令官伊崎俊二少将と第二水雷戦隊司令部は全滅した。
新任の第三水雷戦隊司令官伊集院松治大佐と、トラック泊地からきた第七戦隊（司令官西村祥治少将：熊野、鈴谷）を迎えた外南洋部隊（第八艦隊）は、新たに夜戦部隊を編制。
7月19日から20日の作戦行動では、第七戦隊司令官西村祥治少将（旗艦熊野）指揮下の夜戦部隊（主隊《熊野、鈴谷、鳥海》、水雷戦隊《川内、雪風、浜風、清波、夕暮》、輸送隊《三日月、水無月、松風》）としてコロンバンガラ島方面に出動する。だが夜間空襲により駆逐艦2隻（清波、夕暮）を喪失。本艦を含め3隻（熊野、水無月、松風）が損傷を受けた。
8月15日、米軍はベララベラ島に上陸を開始。
8月25日、レカタ基地（サンタイサベル島）からの撤収作戦が行われ、陽動隊（川内、漣、松風）、輸送隊（浜風、磯風、時雨）という区分で同日午前2時にブインを出撃。午後5時30分、増援部隊は陽動隊、輸送隊、「松風」の三群に分離し、本艦はブイン―ラバウル間の輸送を行った。輸送隊の作戦も成功した（ラバウル帰投）。この後も駆逐艦3隻（磯風、時雨、松風）で輸送作戦を実施した。
ベララベラ島の戦局悪化に伴い、日本海軍はコロンバンガラ島からの撤収作戦（セ号作戦）を発動。襲撃部隊指揮官（第三水雷戦隊司令官伊集院松治大佐：秋雲座乗）は夜襲部隊（秋雲《三水戦司令官》、磯風、夕雲、風雲、時雨、五月雨）、輸送部隊（皐月、水無月、文月）、警戒隊（天霧）、陽動隊（松風）という区分を定める。
つづいてベララベラ島からの撤収作戦もおこなわれ、10月6日には夜襲部隊（秋雲《三水戦司令官》、風雲、夕雲、磯風、時雨、五月雨）、輸送部隊（文月、夕凪、松風）、収容部隊および協力部隊の戦力が集結。転進作戦中に米軍水雷戦隊（駆逐艦3隻、他増援艦艇も接近中）が出現して夜間水上戦闘となり、双方駆逐艦1隻（夕雲、シュバリエ）が沈没した。
10月27日、「松風」は横須賀に帰投。12月9日、横須賀を出撃し、再びラバウル方面に進出した。12月16日、第三水雷戦隊司令官は伊集院松治少将から中川浩少将に交代。12月19日時点における最前線の第三水雷戦隊は、駆逐艦（文月、水無月、皐月、松風、夕凪、卯月、秋風、太刀風）となった。第三水雷戦隊各艦はニューブリテン島での輸送任務に従事した。

### 昭和19年の行動
1944年（昭和19年）1月下旬、第三水雷戦隊の駆逐艦はニューブリテン島やアドミラルティ諸島への輸送作戦を実施する。
同年2月17日、トラック泊地所在だった松風・時雨・春雨等は、米軍機動部隊によるトラック島空襲に遭遇する。空襲により僚艦「文月」が大破、文月艦長長倉義春少佐によれば「松風」は「文月」を海岸に座礁させるべく曳航準備をおこなう。だが、再度の空襲がはじまり「松風」は文月曳航を中止して避退したという。その後、「文月」は沈没した。一方の「松風」も空襲で損傷したため、トラック泊地に停泊していた病院船天応丸（元オランダ病院船オプテンノール）に接舷して負傷者を引き渡す。また負傷していた松風艦長も「天応丸」で戦時治療を受けると、「松風」に戻って指揮を続行したという。
本空襲により三水戦からは駆逐艦2隻（文月、太刀風）が沈没。
一連の攻撃により、日本海軍は航空機約300喪失、阿賀野（潜水艦スケートによる）・舞風・香取・那珂・追風・赤城丸・平安丸沈没、水上機母艦秋津洲中破・駆逐艦松風中破・時雨小破・工作艦明石や砕氷艦宗谷損傷、航空機270機喪失等の大損害を受ける。損傷した「松風」はサイパンに回航された（時雨等はパラオ回航）。
3月1日、「松風」は横須賀に帰投。
3月10日附で第三水雷戦隊および麾下の各艦（松風、秋風、夕凪）は中部太平洋方面部隊に編入され、襲撃部隊は解消した。
4月28日、本艦は横須賀を出撃。5月1日、第十一航空艦隊所属の峯風型駆逐艦9番艦「秋風」、第八艦隊所属の「松風」は第30駆逐隊に編入され、同駆逐隊は駆逐艦4隻（卯月、夕月、松風、秋風）編制となる。同隊は卯月型駆逐艦・神風型駆逐艦・峯風型駆逐艦の混成部隊となった。
6月1日、第三護衛船団司令官は鶴岡信道少将から門前鼎少将に交代。同月上旬、「松風」は輸送船7隻と護衛艦（千鳥、隠岐、天草、能美、駆潜艇2隻、特設掃海艇2隻）共に第3606船団を編制、同船団（指揮官門前鼎少将）の旗艦として行動する。また軍令部（第一部第一課）より檜野武良中佐も、臨時第三護衛船団参謀として「松風」に乗艦した。サイパン島（中部太平洋方面艦隊司令長官南雲忠一中将）に向かう、最後の船団となった。
6月6日、第3606船団は東京湾を出撃。
6月9日午前4時17分-19分、小笠原諸島父島沖北緯27度14分 東経145度55分 / 北緯27.233度 東経145.917度地点でアメリカ軍の潜水艦ソードフィッシュ (USS Swordfish, SS-193)の魚雷攻撃をうけ、「松風」は轟沈した。松風沈没により、本艦座乗の門前少将（戦死により海軍中将へ昇進）と檜野参謀は戦死。救助された人員は僅かだった。船団はサイパン島行きを中止、父島に退避している。
8月10日、「松風」は神風型駆逐艦、第30駆逐隊、帝国駆逐艦籍のそれぞれより除籍された。

## 歴代艦長
※『艦長たちの軍艦史』242-243頁及び『官報』による。

### 艤装員長
- （心得）鈴木清 少佐：1924年1月10日 - 2月29日[89]

### 艦長
- （心得）鈴木清 少佐：1924年2月29日[89] - 1925年12月1日
- 吉田庸光 中佐：1925年12月1日 - 1926年12月1日
- 原顕三郎 少佐：1926年12月1日 - 1928年3月1日[90] 1927年12月1日より予備艦
- 杉本嘉多雄 中佐：1928年3月1日[90] - 1928年12月10日[91]
- 村瀬頼治 少佐：1928年12月10日 - 1929年11月1日[92] ※1929年1月15日より予備艦
- 伊藤皎 少佐：1929年11月1日 - 1930年12月1日
- 崎山釈夫 少佐：1930年12月1日 - 1931年12月1日 同日より予備艦
- （兼）手束五郎 少佐：1931年12月1日 - 1932年9月15日[93]
- （兼）中田操 中佐：1932年9月15日[93] - 1932年12月1日[94]
- （兼）五藤存知 中佐：1932年12月1日[94] - 1933年5月20日[95]
- 松村翠 少佐：1933年5月20日 - 1933年11月15日
- 有賀幸作 少佐：1933年11月15日 - 1934年11月1日
- 白浜政七 少佐：1934年11月1日 - 1935年10月31日
- 古川文次 少佐：1935年10月31日 - 1936年12月1日
- 白石長義 少佐：1936年12月1日 - 1937年11月15日[96]
- 古閑孫太郎 少佐：1937年11月15日 - 1938年6月14日[97] ※1937年12月9日より予備艦
- （兼）林利作 少佐：1938年6月14日[97] - 1938年12月1日[98]
- 中俣勇 少佐：1938年12月1日 - 1940年1月6日[99]
- 原口昇 少佐：1940年1月6日 - 1940年10月15日[100]
- 上杉義男 少佐：1940年10月15日 - 1941年10月1日[101]
- 桑原新兵衛 大尉：1941年10月1日 -
- 滝川孝司 大尉：1942年5月15日 -
- 堀江弘 少佐：1943年11月2日 -
- 角野鉄男 大尉：1944年1月18日 - 1944年6月9日戦死